# Japanologi
Japanologi också känt som japanska studier, är ett delområde till områdesstudier eller östasiatiska studier med fokus på samhällsvetenskap och humaniora i Japan. Den inkluderar forskningsområden som Japans språk, historia, kultur, literature, filosofi, konst, musik, film, och vetenskap.